# Градец (Загреб)
Градец или Грич је назив за стари део града Загреба на обронку Медведнице из којег је, заједно с Каптолом настао данашњи Загреб.
Године 1242. је Бела IV издао Златну булу којом град проглашава „слободним и краљевским градом на брду Градецу загребачком“. Од 1242. до 1266. је град утврђен бедемима и кулама, и његов облик се до данас врло мало изменио.
У град се улазило на четвора врата:
- Месничка (на западу)
- Нова (касније Опатичка, на северу)
- Дверце (на југу)
- Каменита (на истоку).

Од свих врата, једино су Каменита врата сачувана до данас.
Средиште Градеца је Марков трг, на којем се налази Црква Св. Марка, седиште Хрватске владе и Хрватског сабора.
Градец је спојен с Каптолом 7. септембра 1850.
Одлуком градске управе после 1999. Градец припада у градску четврт Горњи град - Медвешчак.

## Галерија
- Кула Лотршчак
- Црква Св. Катарине
- Звоник Цркве Св. Марка
- Стара вијећница
- Хрватски сабор
- Трг. Св. Марка
- Успињача